# توم كولبغورنسن
توم كولبغورنسن (بالنرويجية البوكمول: Tom Colbjørnsen)‏ هو بروفيسور واقتصادي نرويجي، ولد في 31 مايو 1951 في أوسلو في النرويج.